# Albert van Pisa

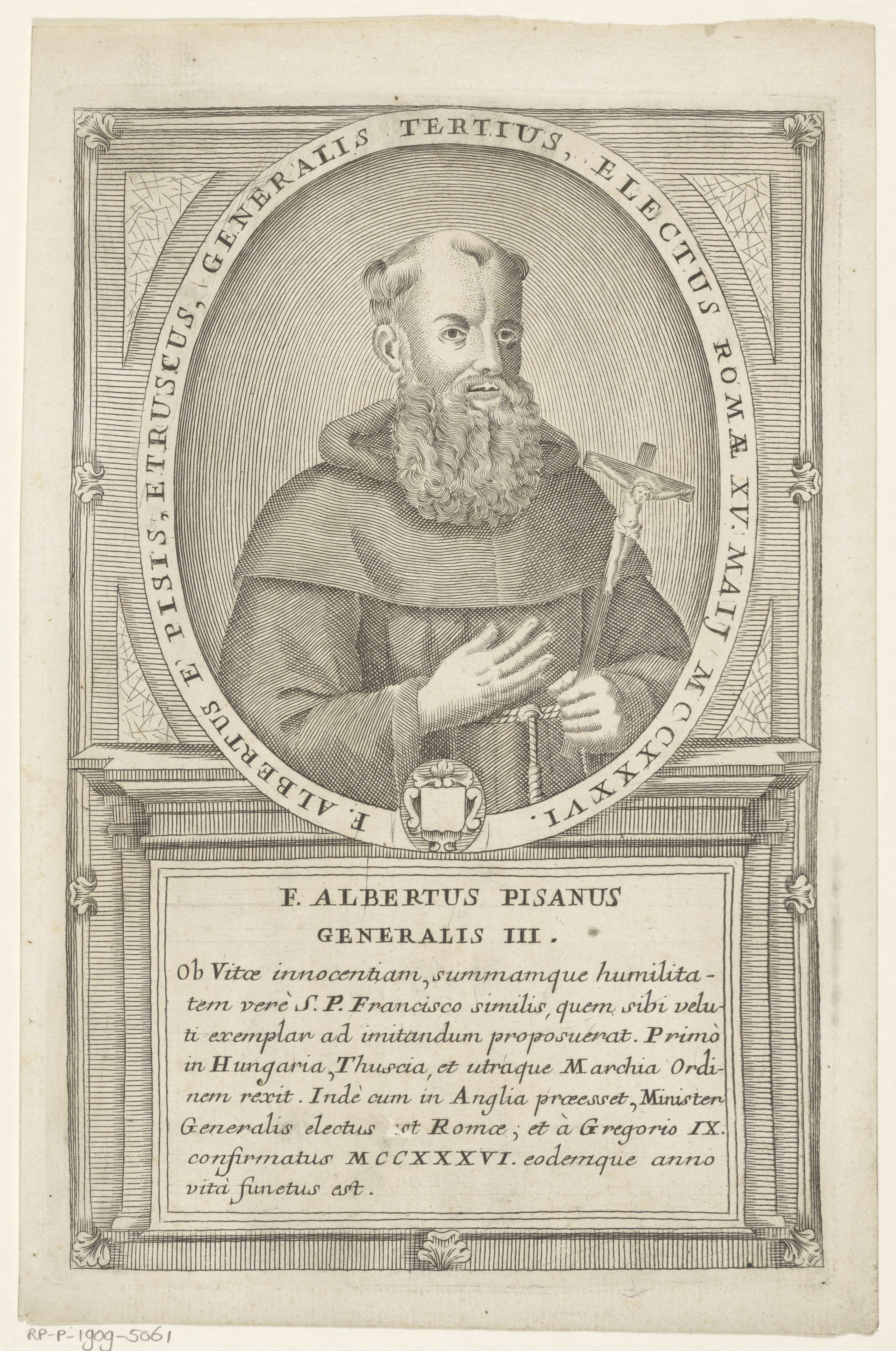
Portret van Albert van Pisa

Albert van Pisa (tweede helft 12de eeuw - 23 januari 1240) was een Italiaans franciscaan. In 1211 of 1212 trad hij in de orde, waar hij het habijt kreeg aangereikt door Franciscus van Assisi. Hij was een van de eerste gestudeerde intellectuelen in de orde. In 1217 of 1219 werd hij naar Parijs gestuurd. Dit was het begin van een snel rijzende carrière. Van 1223 tot 1227 was hij de tweede provinciale overste van de franciscanen in Duitsland, in opvolging van Caesarius van Spiers. Vervolgens werd hij provinciaal van Hongarije, Bologna, de Marken van Treviso en Toscane. In 1236 werd hij de tweede provinciaal van de orde in Engeland, in opvolging van Agnellus van Pisa. Op 15 mei 1239 werd hij generale minister van de franciscanen. Hij volgde hiermee de fel gecontesteerde Elias van Cortona op. Albert van Pisa was de eerste generale overste van de franciscanen die priester was. Reeds kort na zijn benoeming overleed hij in januari 1240.